# Броненосці типу «Кайо Дуіліо»
Броненосці типу «Кайо Дуіліо» (італ. Classe Caio Duilio) - броненосці Королівських військово-морських сил Італії  другої половини 19-го століття. 

## Історія створення
Після поразки в битві біля Лісси Італії довелось відмовитись від претензій на панування у Середземному морі. Витрати на військовий флот різко скоротились: з 78 млн. лір у 1962 році до 25 млн. лір у 1870 році. Внаслідок цього флот перебував у жалігюдному стані.
У 1873 році на посаду Міністра ВМС був призначений Сімоне де Сан-Бон. Він почав проводити програму відродження італійського флоту. Розуміючи, що Італія не спроможна побудувати велику кількість броненосців, він взяв за основу своєї програми ідею Бенедетто Бріна компенсувати брак кількості за рахунок високої якості. 
За задумом Бріна, нові броненосці мали мати найпотужніші гармати та бронювання, переважати у швидкості будь-який іноземний броненосець, і при цьому не бути більшими за розмірами.
Італійська промисловість того часу не могла самостійно побудувати такі кораблі, тому з самого початку передбачалась міжнародна співпраця. В Італії будувались лише корпуси кораблів, а парові машини, котли, механізми, артилерію та броню передбачалось закупляти за кордоном. 

## Конструкція

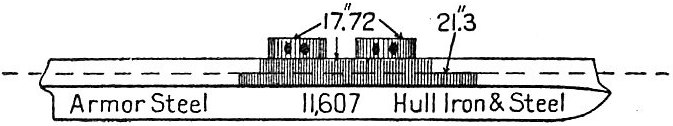
Схема бронювання корабля

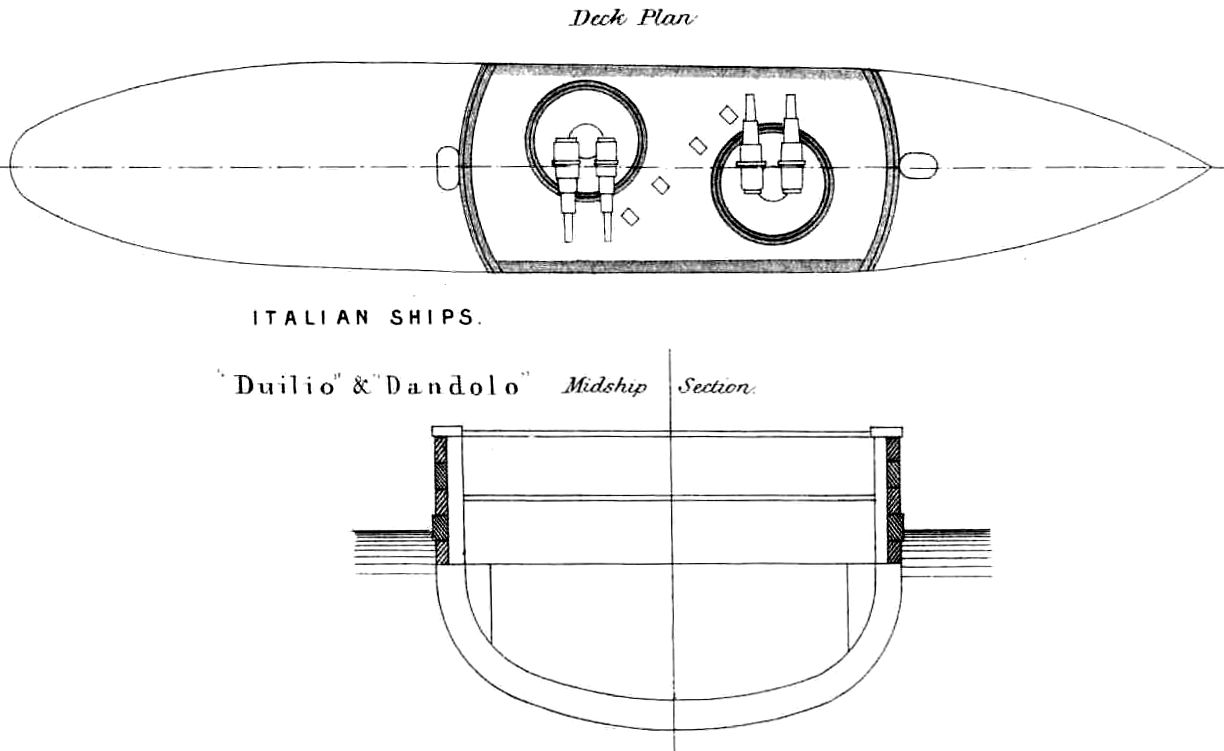
Схема розташування артилерії

### Бронювання
Перш ніж купити броню, італійці організували випробування залізних та сталевих плит (які тільки-но з'явились) різних фірм на полігоні в Ла-Спеції. Їх обстрілювали з 431- і 254-мм гармат. Переможцем виявилась французька фірма «Крезо» (фр. Creusot).
Цитадель броненосців прикривалась шарами броньових плит товщиною 550 мм. Гарматні башти мали броню 350 мм. Горизонтальне бронювання складалось 50-мм броньової палуби, розміщеної по ватерлінії, яка захищала підводну частину корабля.

### Озброєння
Спочатку передбачалось обладнати кораблі 38-тонними 317-мм гарматами. Але в процесі будівництва Брім домовився з фірмою Armstrong Whitworth про виготовлення 100-тонних дульнозарядних гармат калібром 450 мм. Вартість 8 гармат для 2 кораблів становила 4,5 млн. лір. 10 років до того стільки коштував повністю готовий броненосець типу «Реджина Марія Піа».
Також на кораблях були встановлені по три 350-мм торпедні апарати. Крім того, кораблі оснащувались тараном, який на той час розглядався як ефективний вид зброї.
Спочатку допоміжна малокаліберна артилерія була відсутня взагалі. Згодом на кораблі встановили кулемети для захисту від мінних катерів, а у 1890-х роках були встановлені скорострільні гармати - дві 120-мм , дві 75-мм, дві 57-мм та 22 37-мм гармати.
Також на кораблях був закритий док-ангар для міноноски «Ніоббе» (італ. Niobbe), спеціально закупленої в Англії.

## Представники
| Назва                           | Верф                                         | Закладений          | Спущений на воду   | Вступив у стрій     | Доля                                                           |
| ------------------------------- | -------------------------------------------- | ------------------- | ------------------ | ------------------- | -------------------------------------------------------------- |
| «Кайо Дуіліо» Caio Duilio       | «Cantiere navale di Castellammare di Stabia» | 24 квітня 1873 року | 8 травня 1876 року | 6 січня 1880 року   | Виключений зі складу флоту 27 червня 1909 року, зданий на злам |
| «Енріко Дандоло» Enrico Dandolo | Арсенал Ла-Спеції                            | 6 січня 1873 року   | 10 липня 1878 року | 11 квітня 1882 року | Виключений зі складу флоту 4 липня 1920 року, зданий на злам   |

## Оцінка
Броненосці типу «Кайо Дуіліо» вразили світ. В них було багато незвичного та революційного: овальні башти, в яких для компенсації маси гармат ширина була більша за довжину; наявність ангара для мінонсоски; відсутність вітрильного оснащення; сталева броня.
Таким чином, в бою один на один вони гарантовано мали би знищити будь-який ворожий броненосець. А висока швидкість дозволяла уникнути невигідного для них бою.
Але в намаганні довести конструкцію броненосця до ідеалу Брін довів її до абсурду. Гігантські гармати заряджались зі сторони дула із зовнішньої сторони башти і мали скорострільність лише 4 постріли за годину. В результаті її 908-кг снаряди могли вразити ціль лише випадково. Невразлива 550-мм броня прикривала корпус лише на 52 м - половину довжини корабля. Тому з появою скорострільних 152-мм гармат зіткнення цих броненосців навіть з ворожим крейсером призвело би до їх загибелі. Не допоміг би навіть поділ корабля на 83 водонепроникні відсіки.